# オンギ遺跡
オンギ遺跡（オンギいせき）はモンゴルのウブルハンガイ県オヤンガ村南西約17㎞に位置する720年頃の突厥（チュルク）の遺跡。マーンティ川北岸の草原に点在していた石人や石羊、亀趺などが集められ、保護されている。また、遺跡から東に向けて一直線に「ハルバル」と呼ばれる石板の列が存在し、オボーとして信仰を集めている。
付近に、紀元前2000年頃や匈奴の時代の版墓が散見される。

## 利用案内
見学料は2500Tg。見学可能時間は8:00～21:00である。